# ジャガー・XJR-11
ジャガー・XJR-11は1989年世界スポーツプロトタイプカー選手権（WSPC）用にトム・ウォーキンショー・レーシング（TWR）が製作したグループCカーである。IMSA GT選手権に参戦したXJR-10とはほぼ同型車である。

## 概要
エンジンはXJR-9までの大排気量自然吸気のV型12気筒から、オースチン・ローバー・V64Vエンジン（3.5リットルV型6気筒）をベースに、ターボ加給などで発展させたJRV-6エンジンに変更された。エンジンマネージメントシステムは1989年はザイテックを、1990年はボッシュ・モトロニックを使用。
シャシーデザインはトニー・サウスゲートが行い、サウスゲート退任後の1990年はロス・ブラウンが開発を引き継いだ。
当初、ターボ・マシンはIMSA用として開発されており、WSPCにはNA・V12気筒エンジンの4バルブ仕様の投入が計画されていたが、WSPCにもターボ・マシンを投入することになった。
デビュー戦は第4戦ブランズ・ハッチ。5位で完走するが、同じ英国のアストンマーティン・AMR1（4位）の後塵を拝することになってしまう。以降も熟成が進まず、TWRジャガーは最終戦ロドリゲス（メキシコ）ではXJR-9にマシンを戻すことになった。
翌1990年からTWRジャガーはタイヤを永く使ってきたダンロップからグッドイヤーに変更した。開幕戦鈴鹿では序盤トヨタと激しい先陣争いを演じるが、終盤ギアボックスとターボが壊れリタイヤに終わった。第2戦モンツァではメルセデス2台に次ぐ3位と初めて表彰台に上り、第3戦の地元シルバーストンでは、メルセデスの脱落があったにせよ、初優勝を1-2フィニッシュで飾った。シーズン後半はタイヤ性能では劣る（ダンロップを装着）日産にしばしば上に行かれるも、年間ランキング2位を守り切ってシーズンを終えた。しかし年間王者メルセデスとの差は埋めがたいものがあった。
1991年、スポーツカー世界選手権（SWC）のTWRジャガーはカテゴリー1（3.5リットル自然吸気エンジン搭載）のXJR-14にマシンを移行するが、XJR-11は日本のサンテック・レーシングにより全日本スポーツプロトタイプカー耐久選手権（JSPC）に参戦した。しばしば好走を見せるが結果に結びつかず、第5戦菅生の6位がシーズンを通しての最高位だった。